# Le nostre situazioni segrete
Le nostre situazioni segrete (私たちのヒミツ事情?, Watashi tachi no himitsu jijou) è un manga del 2016 scritto e disegnato da Mihoko Kojima. 

## Trama
Reika è un'impiegata che ha una particolare fobia verso le persone dell'altro sesso; la giovane incontra nell'azienda in cui lavora il misterioso Kiryu, che sembra avere la sua medesima paura, che tuttavia è rivolta verso le donne. Dato che i due non possono far sapere a nessuno quello che realmente provano, decidono di stipulare una specie di "patto": nei momenti di necessità, ognuno dovrà essere presente per l'altro. Tra i due vengono così a crearsi delle vere e proprie "situazioni segrete", che infine li condurranno al superamento delle loro fobie e anche al matrimonio.

## Manga

### Volumi
| 1 | 16 giugno 2016            | ISBN 978-4-253-19863-9 | 20 dicembre 2019  | ISBN 978-8-861-69695-2 |
| 1 | Capitoli - Capitoli 1-4   |                        |                   |                        |
| 2 | 16 dicembre 2016          | ISBN 978-4-253-19864-6 | 6 marzo 2020      | ISBN 978-8-861-69699-0 |
| 2 | Capitoli - Capitoli 5-8   |                        |                   |                        |
| 3 | 14 luglio 2017            | ISBN 978-4-253-19865-3 | 12 giugno 2020    | ISBN 978-8-861-69716-4 |
| 3 | Capitoli - Capitoli 9-12  |                        |                   |                        |
| 4 | 16 giugno 2018            | ISBN 978-4-253-19879-0 | 17 luglio 2020    | ISBN 978-8-861-69722-5 |
| 4 | Capitoli - Capitoli 13-15 |                        |                   |                        |
| 5 | 14 settembre 2018         | ISBN 978-4-253-19880-6 | 18 settembre 2020 | ISBN 978-8-861-69728-7 |
| 5 | Capitoli - Capitoli 16-21 |                        |                   |                        |
| 6 | 15 febbraio 2019          | ISBN 978-4-253-19883-7 | 25 novembre 2020  | ISBN 978-8-861-69734-8 |
| 6 | Capitoli - Capitoli 22-26 |                        |                   |                        |